# كينغ بورو ليونز
كينغ بورو ليونز هو نادي كرة قدم أسترالي تم إنشاؤه في سنة 1998 الميلادية